# Ак-Коба
Ак-Коба (алт. Ак-Кобы) — посёлок в Усть-Коксинском районе Республики Алтай России. Входит в состав Чендекского сельского поселения.

## География
Расположено в приграничной территории юго-западной части Республики Алтай в горно-степной зоне и находится у реки Катунь. 
Уличная сеть состоит из пяти географических объектов: ул. Луговая,  ул. Набережная,  ул. Нагорная,  ул. Новая,  ул. Центральная.

## Население
| 2010 | 2011 | 2012 | 2013 | 2014 | 2015 |
| ---- | ---- | ---- | ---- | ---- | ---- |
| 63   | →63  | ↘55  | ↘54  | ↘51  | ↗52  |
| 2016 |      |      |      |      |      |
| ↘50  |      |      |      |      |      |

Национальный состав
Согласно результатам переписи 2002 года, в национальной структуре населения алтайцы составляли 90 % от общей численности населения в 77 жителей.

## Инфраструктура
Личное подсобное хозяйство. Животноводство.

## Транспорт
Выезд на автодорогу регионального значения «Подъезд Талда - Тюнгур (Природный парк „Белуха“)» (идентификационный номер 84К-134) (Постановление Правительства Республики Алтай от 12.04.2018 N 107 «Об утверждении Перечня автомобильных дорог общего пользования регионального значения Республики Алтай и признании утратившими силу некоторых постановлений Правительства Республики Алтай»).